# Johann Baptist Samber
Johann Baptist Samber (* 10. Mai 1654 in Salzburg; † 19. September 1717 ebenda) war ein österreichischer Musiktheoretiker und Organist aus dem Erzstift Salzburg.

## Leben
Johann Baptist Samber war ab ca. 1660 Sängerknabe am Kapellhaus und Schüler von Andreas Hofer und Georg Muffat. Zeitweise studierte er an der Universität Salzburg.
 1693 wurde er Nachfolger des Stadtpfarr- und Domorganisten Hans Jacob Raiff (* 2. August 1624 in Salzburg; † 14. Jänner 1693 ebenda), den er schon ab 1689 vertreten hatte. Daneben unterrichtete er als angesehener Pädagoge am Kapellhaus. Samber starb am 19. September 1717 in Salzburg und wurde im Sebastiansfriedhof beigesetzt.
Seine Schriften bieten Informationen zu Aufführungspraxis, Orgelmusik bzw. Orgelbau, Generalbass, Kontrapunkt, musikalischer Rhetorik und Solmisation.

## Werke
- MANUDUCTIO AD ORGANUM Das ist: Gründlich- und sichere Handleitung Durch die höchst-nothwendige SOLMISATION, zu der edlen Schlag-Kunst. Gedruckt bei Johann Baptist Mayr seel. Wittib und Erb., Salzburg 1704. Digitalisat
- CONTINUATIO AD MANUDUCTIONEM ORGANICAM, Das ist: Fortsetzung zu der Manuduction oder Hand-Leitung zum Orgl-Schlagen. Gedruckt bei Johann Baptist Mayr seel. Wittib und Sohn, Salzburg 1707. Digitalisat
- ELUCIDATIO MUSICÆ CHORALIS. Das ist: Gründlich und wahre Erläuterung / oder Unterweisung / wie die edle und uralte Choral-Music fundamentaliter nach denen wolgegründten Reglen mit leichter Mühe möge erlehrnet werden. Gedruckt bei Johann Joseph Mayr / Hof- und Academischen Buchdruckern und Handlern, Salzburg 1710. Digitalisat